# Wild Frontier (The Prodigy)
Wild Frontier è un singolo del gruppo musicale britannico The Prodigy, pubblicato il 24 febbraio 2015 come terzo estratto dal sesto album in studio The Day Is My Enemy.

## Video musicale
Il video, diretto e prodotto da Mascha Halberstad e pubblicato il 23 febbraio 2015 attraverso il canale YouTube del gruppo, mostra due cacciatori di animali intenti a svolgere il proprio lavoro fino a quando non vengono tramutati in animali da un alce venuto in soccorso degli animali cacciati. Nel finale del video appare anche la volpe presente nel video del singolo Nasty.

## Tracce
CD promozionale (Regno Unito)
1. Wild Frontier (Edit) – 3:46

Download digitale
1. Wild Frontier – 4:28

Download digitale – Remixes
1. Wild Frontier – 4:28
2. Wild Frontier (KillSonik Remix) – 5:27
3. Wild Frontier (Jesse and the Wolf Remix) – 3:40
4. Wild Frontier (Wilkinson Remix) – 4:16

Download digitale – remix
1. Wild Frontier (Shadow Child VIP Remix) – 5:42

## Formazione
Gruppo
- Liam Howlett – sintetizzatore, programmazione
- Maxim – voce

Altri musicisti
- Tim Hutton – cori

Produzione
- Liam Howlett – produzione, missaggio
- Neil McLellan – produzione, missaggio
- KillSonik – coproduzione
- John Davis – mastering